# احتلوا كندا
احتلوا كندا هي حركة احتجاجية انطلقت في عشرات المدن الكندية في 15 أكتوبر 2011 استجابة لدعوات حركة احتلوا وتأثراً باحتجاجات احتلوا وول ستريت الأمريكية، من أبرز المدن الكندية التي شاركت في فعاليات الاحتجاجات تورنتو ومونتريال وفانكوفر.

## الاحتجاجات

### 15 أكتوبر

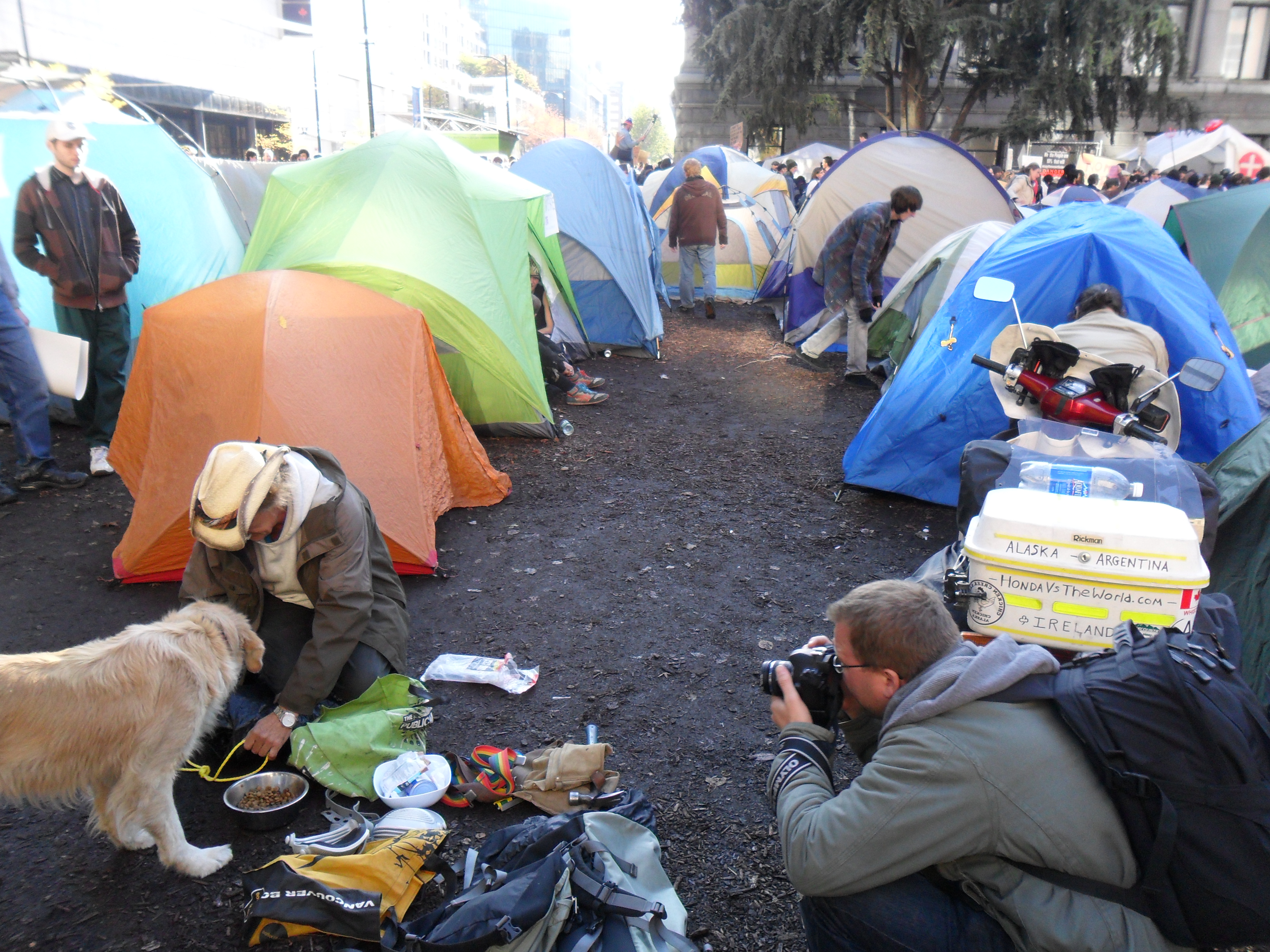
خيام اعتصام مدينة فانكوفر في 15 أكتوبر.

في يوم السبت 15 أكتوبر توسعت احتجاجات حركة احتلوا وول ستريت للمرَّة الأولى لتُصبح احتجاجات عالمية، وعمَّت المظاهرات مع عولمة الحركة ما لا يَقل عن 20 مدينة كندية في ذلك اليوم، وكانت أكبر هذه المظاهرات في مدينة تورنتو، فيما شملت المدن الأخرى التي شهدت مظاهرات مونتريال وفانكوفر وكالغاري وهاليفاكس وفريدركتون ومونكتون وغويلف وويندسور وكينغستون ولندن ونانيامو وكورتيناي وكيلوونا وكاملوبس ونلسون وليثبريدج وريغنا وأتوا. وقد احتفظت كافة هذه المظاهرات بطابع سلميٍّ بالكامل، على الرغم من أنها تحولت إلى أحداث عنف في بلدان أخرى. وتراوحت أحجام هذه المظاهرات عبرَ البلاد من 5,000 متظاهر في فانكوفر إلى 7 فقط في لوليدمينيستر.
في مونتريال اعتصمً قرابة 1,000 متظاهر في ميدان فكتوريا الواقع في قلب حي المدينة الماليّ، وفي كالغاري تظاهرَ المئات مباشرة أمام قاعة المصرفيين، فيما سارَ قرابة 100 متظاهر عبرَ قلب مدينة إدمونتون التجاري محتجين على سياسات الدولة الاقتصادية.

### الأسبوع الأول
(16 - 22 أكتوبر)

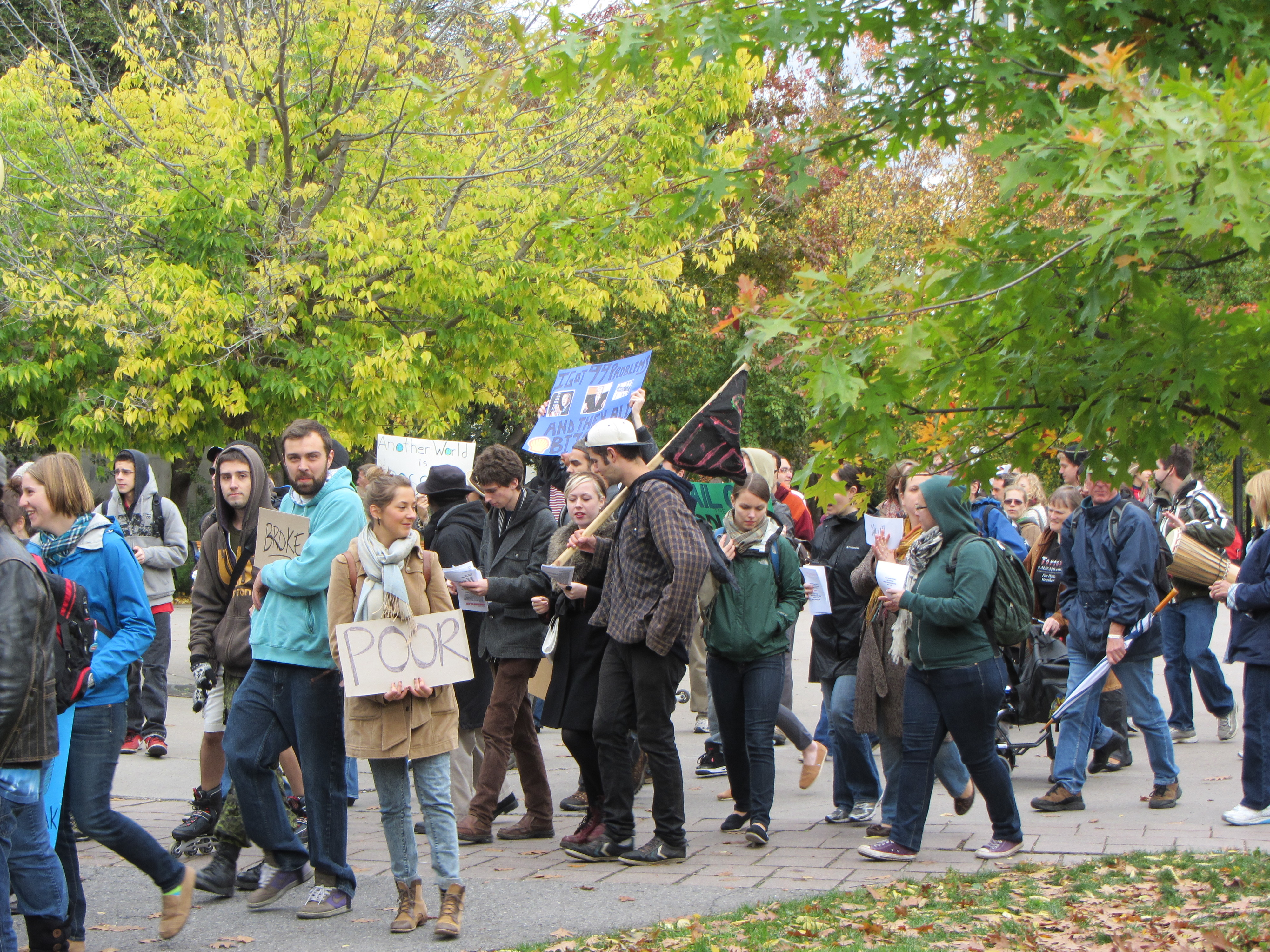
مظاهرة أتوا في 16 أكتوبر

لم يكن يوم الأحد 16 أكتوبر نشطاً بشكل عام في كندا كما كان اليوم السابق، إذ تضاءل عدد المتظاهرين في فانكوفر المنتبين إلى حركة «احتلوا فانكوفر» إلى بضعة مئات فقط، وانحسر أيضاً عدد المدن المشاركة. مع ذلك استمرَّ محتجو «احتلوا تورنتو» بالاعتصام في حديقة القديس جيمس، وانطلقوا من مخيمهم بها في مسيرة احتجاجية دخلت إلى ميدان في قلب مدينة تورنتو التجاري، وفي مونتريال تظاهرَ قرابة 1,000 شخص في ميدان فيكتوريا بوسط حي المدينة المالي، على الرغم من أن عدداً صغيراً منهم تابع الاعتصام في المخيم حتى اليوم التالي. وفي مدينة كالغاري بدأ قرابة 30 محتجاً الأحد اعتصاماً في «الساحة الأولمبية» بعد مظاهرات يوم السبت الأكبر حجماً، وأما في إدمونتون فقد اعتصم 25 متظاهراً بشكل دائم في إحدى ساحاتها، فيما انخفضت هذه العداد إلى ما دون العشرة أشخاص أو العشرين في مدينتي كينغستون ولندن بولاية أونتاريو، مما دفع بعض متظاهري المدينتين إلى الذهاب إلى تورنتو حيث المظاهرات أكبر بكثير.
تضاءلت المظاهرات أكثر وأكثر يوم الإثنين 17 أكتوبر، وتركزت في مدينتي مونتريال وتورنتو، كما خرجت أيضاً في مدينة أونتاريو بمشاركة 125 متظاهراً بعد أن كان قد اعتصمَ 15 شخصاً فيها خلال مساء الأحد، وفي أوتوا أيضاً بمشاركة 75 شخصاً اعتصموا في 20 خيمة وعدد آخر في 25 خيمة بهاليفاكس.

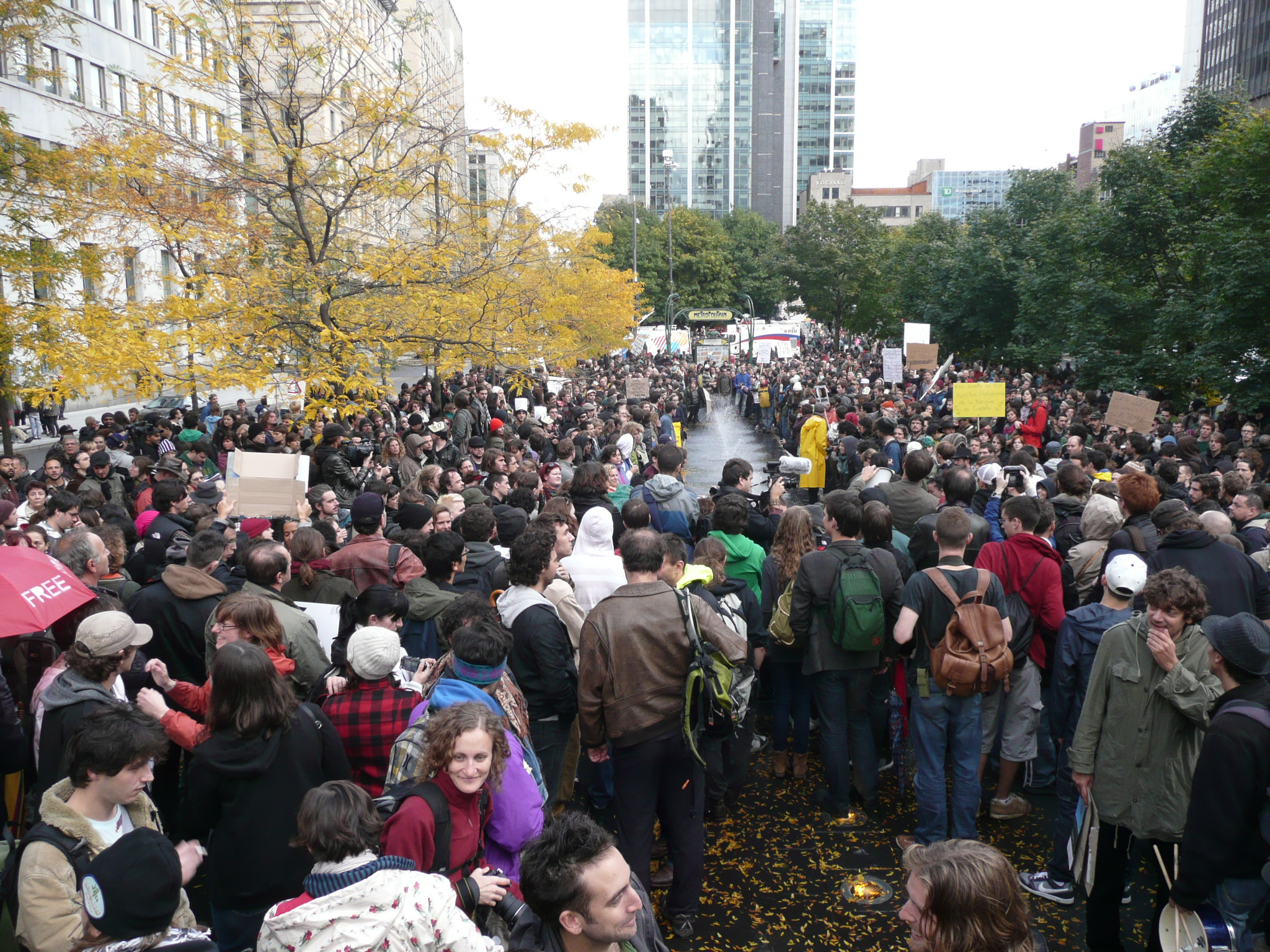
اعتصام مونتريال الدائم في ميدان فكتوريا.

في صباح يوم الإثنين 17 أكتوبر نصبَ عشرات المتظاهرين المنتيمين إلى حركة «احتلوا تورنتو» خياماً في وسط حديقة القديس جيمس بوسط المدينة مباشرة أمام سوق الأوراق المالية فيها، وأعلنوا بدأهم اعتصاماً مفتوحاً، وقام قرابة 300 من رجال الشرطة بتطويق منطقة الاعتصام إثرَ ذلك. استمر بعدها الاعتصام طوال الأسبوع التالي من 16 وحتى 22 أكتوبر، واستمرت الشرطة بتطويقه، غير أنها لم تتعرَض للمعتصمين أي مرة، كما حظيَ الاعتصام طوال هذا الأسبوع باهتمام إعلامي كبير جداً وبتغطية واسعة.
تابعت حركة «احتلوا مونتريال» اعتصامها المفتوح في ميدان فكتوريا بمشاركة 200 متظاهر معتصمين بشكل دائم بعدَ 15 أكتوبر، قامَ المعتصمون بتجهيز المخيم بمطبخ مؤقت وعيادة صحية وملعب للأطفال ومركز إعلامي مزود بحاسوب محمول واتصال بالإنترنت. استمرَّ الاعتصام في الميدان - بعد أن أعلن المعتصمون أنه مستمر حتى إحداث تغيير حقيقيّ - طوال أيام 16 و17 و18 و19 و20 و21 و22 أكتوبر. وخلال هذا الأسبوع استمرت الشرطة بتطويق الاعتصام كعادتها، غير أنه لم تحدث مشاكل بينها وبين المعتصمين، الذين حافظوا على سلمية الاعتصام.

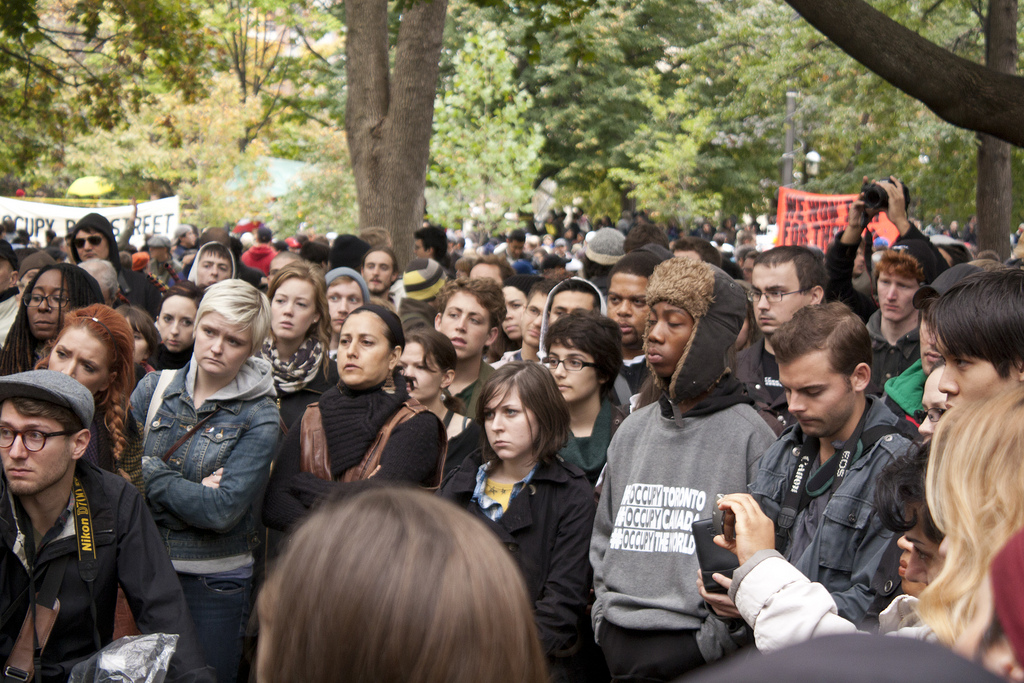
جانب من اعتصام احتلوا تونرتو الدائم في حديقة القديس جيمس.

### الأسبوع الثاني
(23 - 29 أكتوبر)
استمرَّ الاعتصام في ميدان فكتوريا بمدينة مونتريال طوال الأسبوع وحتى 29 أكتوبر وما بعده، دون أن تحدث مشاكل مع الشرطة ومع الحفاظ على سلمية الاعتصام. ونفس الشيء تقريباً بالنسبة لاعتصام تورنتو في حديقة القديس جيمس الذي اتسمر أيضاً طوال الأسبوع. أما في فانكوفر فلم تحدث اعتصامات دائمة طوال الأسبوع، لكن حركة «احتلوا فانكوفر» نظمت يوم 23 أكتوبر مظاهرة أمام إحدى الكاتدرائيات الكبيرة فيها.